# Cantón de Le Creusot-Este
El cantón de Le Creusot-Este era una división administrativa francesa, que estaba situada en el departamento de Saona y Loira y la región de Borgoña.

## Composición
El cantón estaba formado por tres comunas, más una fracción de la comuna que le daba su nombre:
- Le Breuil
- Le Creusot
- Saint-Firmin
- Saint-Sernin-du-Bois

## Supresión del cantón de Le Creusot-Este
En aplicación del Decreto n.º 2014-182 de 18 de febrero de 2014, el cantón de Le Creusot-Este fue suprimido el 22 de marzo de 2015 y sus 4 comunas pasaron a formar parte; tres del nuevo cantón de Le Creusot-2 y la fracción de la comuna que le daba su nombre se unió con la otra fracción para que, por medio de una reestructuración cantonal, fueran creados los nuevos cantones de Le Creusot-1 y Le Creusot-2.